# Condecoración Territorial
La Condecoración territorial (TD) era una medalla del Reino Unido concedida por haber prestado largos servicios a la Fuerza Territorial y a su sucesor, el Ejército Territorial. Los hombres que recibían la condecoración territorial tenían derecho a usar las letras TD tras su nombre.